# Kubrat
Kubrat (în bulgară Кубрат, în greacă Χουβράτης, în mari Чумбылат; n. 605 d.Hr. – d. 665 d.Hr., Fanagoria, RSFS Rusă, URSS) a fost un conducător bulgar despre care se consideră că este cel care a format confederația Vechea Bulgarie Mare în 632. Se spune că a realizat acest lucru prin cucerirea unor ținuturi ale avarilor și unirea tuturor triburilor bulgare sub o singură conducere.